# Обручан Вели
43° 50′ 04″ N 15° 13′ 30″ E / 43.83444° С; 15.22500° И
Обручан Вели је ненасељено острвце у хрватском дијелу Јадранског мора. Налази се у Корнатском архипелагу сјеверозападно од острва Леврнака. Дио је Националног парка Корнати. Његова површина износи 0,095 km², док дужина обалске линије износи 1,3 km. Највиши врх је висок 67 m. Грађен је од кречњака кредне старости. Административно припада општини Муртер-Корнати у Шибенско-книнској жупанији.